# Frederik Karel van Pruisen (1893-1917)
Tassilo Willem Humbert Leopold Frederik Karel van Pruisen (Potsdam, 6 april 1893 – Saint-Étienne-du-Rouvray, 6 april 1917) was een Duitse prins uit het Huis Hohenzollern.
Hij was het derde kind en de tweede zoon van prins Frederik Leopold van Pruisen en Louise van Sleeswijk-Holstein-Sonderburg-Augustenburg, een zuster van de Duitse keizerin Augusta Victoria.
Frederik Karel was een verwoed paardrijder. Tijdens de Olympische Spelen van 1912 in Stockholm veroverde hij op het paard Gibson Boy een bronzen medaille bij het springconcours voor landenteams.
Tijdens de Eerste Wereldoorlog diende hij in de Duitse luchtmacht. Tijdens een vlucht werd zijn toestel geraakt. Hij moest nabij Saint-Étienne-du-Rouvray landen in het niemandsland. Daar werd hij beschoten door Australische troepen, die de gewonde Duitser krijgsgevangen namen. Op 6 april 1917, precies op zijn 24ste verjaardag, overleed hij aan zijn verwondingen.
- Gemeinsame Normdatei: 1053093470
- Virtual International Authority File: 309615494
- WorldCat: E39PBJbCMfBJx8P8MhB8tM6R8C